# Prosíčka (Seč)
Prosíčka je malá vesnice, část města Seč v okrese Chrudim. Nachází se asi 4 km na jihovýchod od Seče. Prochází zde silnice II/343. V roce 2009 zde bylo evidováno 20 adres. V roce 2001 zde trvale žilo 18 obyvatel.
Prosíčka leží v katastrálním území Prosíčka u Seče o rozloze 5,12 km2. V katastrálním území Prosíčka u Seče leží i Přemilov.